# Doriath
Doriath is een uitgestrekt gebied in de fictieve wereld Midden-aarde van schrijver J.R.R. Tolkien. Het wordt beschreven in De Silmarillion.
Oorspronkelijk heette Doriath Eglador. Het bestond grotendeels uit dichtbegroeide wouden. Het was het koninkrijk van de Sindar en werd geregeerd door koning Thingol Grijsmantel en zijn vrouw Melian. Melian legde een beschermende magische ring om het gebied, een onzichtbare muur, een zone van schaduw en verwildering, waar slechts de getrouwen van de koning doorheen konden. Dit werd de Gordel van Melian genoemd en het land heette Doriath, in het Nederlands: Land van de omheining.
De wouden van Doriath lagen in het midden van Beleriand, ten zuiden van de Ered Gorgoroth. Doriath lag grotendeels ten oosten van de rivier de Sirion. Hier lagen de wouden van Neldoreth en Region. Tussen Neldoreth en Region stroomde de rivier Esgalduin, die in de Sirion uitmondde. Aan deze rivier liet Thingol zijn paleis bouwen: Menegroth, de Duizend Grotten. Hier woonde een groot deel van de bevolking. Het kleinere eikenbos van Nivrim ten westen van de Sirion viel ook binnen de Gordel van Melian.
Ook de wouden van Brethil ten westen en Nan Elmoth ten oosten van Doriath maakten deel uit van Thingols rijk, maar lagen buiten de Gordel van Melian. Koning Elu Thingol van Doriath beschouwde in feite geheel Beleriand als zijn rijk, van de Gelion tot Belegaer, de zee.
Thingol stond argwanend tegenover vreemdelingen: zowel de Noldor als mensen verbood hij zich in Doriath te vestigen. De mens Beren was de eerste die erin slaagde de Gordel van Melian te passeren. Omdat Galadriel via haar grootvader Olwë, Thingols broer, verwant was kon zij de Gordel passeren. Zij leefde, nadat de Noldor in ballingschap uit Valinor naar Midden-aarde terugkwamen, in Doriath, waar ze haar geliefde Celeborn ontmoette.
Thingol werd vermoord door dwergen nadat hij een Silmaril in de Nauglamír had laten smeden. Na zijn dood keerde Melian terug naar Valinor zodat Doriath niet langer beschermd werd. Het koninkrijk werd ten val gebracht door een aanval van de zonen van Fëanor.
De bossen werden uiteindelijk in de vernietigende Oorlog van Gramschap door de zee verzwolgen.